# Emueje Ogbiagbevha
Emueje Ogbiagbevha, née le 10 février 1990, est une footballeuse internationale nigériane.

## Biographie
Emueje Ogbiagbevha joue tout d'abord avec le club nigérian des Pelican Stars. Elle fait partie de l'équipe nigériane des moins de 20 ans qui termine quart-de-finaliste de la Coupe du monde féminine des moins de 20 ans 2006.
Elle évolue de 2008 à 2011 au WFC Rossiyanka et de 2011 à 2012 au FK Energia Voronej, terminant meilleure buteuse du Championnat russe à trois reprises, en 2008, en 2010 et en 2012. Elle joue ensuite pour le club kazakh du BIIK Kazygurt.
Emueje Ogbiagbevha fait partie de l'équipe du Nigeria terminant quatrième du Championnat d'Afrique 2012 en Guinée équatoriale.
Emueje Ogbiagbevha évolue ensuite pour le FK Minsk à partir de 2016. La saison 2019 se conclut sur un triplé Championnat de Biélorussie-Coupe de Biélorussie-Supercoupe de Biélorussie et un prix de meilleure joueuse du championnat.
Emueje Ogbiagbevha devient la première footballeuse africaine à être meilleure buteuse de la Ligue des champions féminine de l'UEFA lors de la saison 2019-2020 avec dix buts marqués ; le titre est partagé avec la Néerlandaise Vivianne Miedema et l'Islandaise Berglind Björg Þorvaldsdóttir.
Elle quitte le FK Minsk en août 2020.

## Palmarès

### En club
WFC Rossiyanka
- Championnat de Russie
  - Champion : 2010
  - Vice-champion : 2008, 2009
- Coupe de Russie
  - Vainqueur : 2008, 2009 et 2010

 BIIK Kazygurt
- Championnat du Kazakhstan
  - Vice-champion : 2012

- Coupe de Biélorussie
  - Vainqueur : 2012

 FK Minsk
- Championnat de Biélorussie
  - Champion : 2016, 2017, 2018 et 2019

- Coupe de Biélorussie
  - Vainqueur : 2016, 2017, 2018 et 2019

- Supercoupe de Biélorussie
  - Vainqueur : 2018, 2019 et 2020
  - Finaliste : 2017

### Distinctions personnelles
- Meilleure buteuse du Championnat de Russie en 2008, en 2010 et en 2012
- Meilleure joueuse du Championnat de Biélorussie en 2019
- Meilleure buteuse de la Ligue des champions féminine de l'UEFA en 2020